# 五種の神器

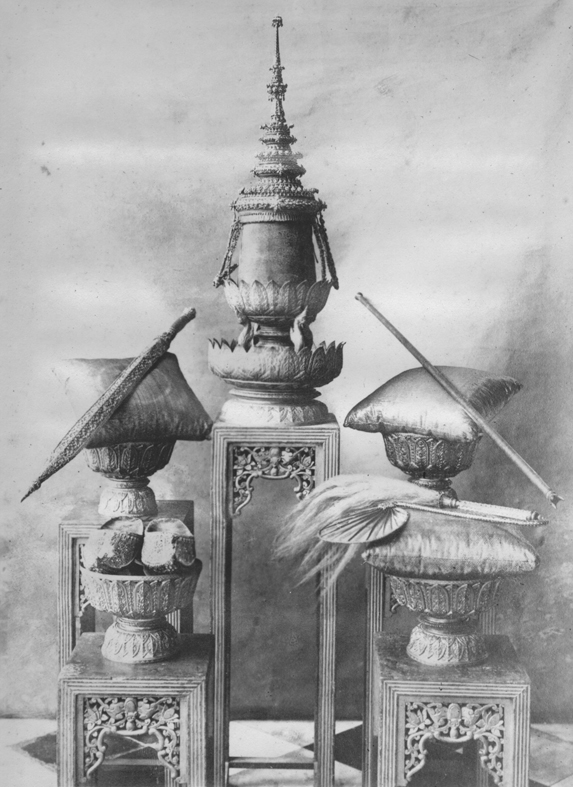
タイ王室の五種の神器（1926年撮影）

五種の神器（เบญจราชกกุธภัณฑ์）は、タイ国王の王権を象徴する物で、日本の皇室における三種の神器に類似する。国王の即位時に着用され、以下の5項目がそれである。
- プラマハーピチャイモンクット（大勝王冠、金製）
- プラセーンカンチャイシー（短剣）
- ターラプラコーン（短い杖、ナンバンサイカチ製）
- ワーラウィーチャニー（団扇（ヤシの葉）と払子（ヤクの尾の毛））
- チャローンプラバート（スリッパ、金製）

## 歴史
五種の神器の多くは、タイとしばしば敵対して侵攻したカンボジアに起源を持つと考えられている。
ラーマ2世の時代には神器は全部で七種あったが、ラーマ7世の時にチャット（傘）とプラセーンダープ（刀）が廃止され現在の物となった。